# Titanes de Tulancingo
El Club de Fútbol Titanes de Tulancingo fue un equipo de fútbol mexicano que jugó en la Liga de Nuevos Talentos de la Segunda División de México con sede en la localidad de Tulancingo, Hidalgo, México.

## Historia

### Apertura 2011
El camino al título conseguido inicio con una victoria de 4-3 sobre Patriotas de Córdoba en la jornada 1 del torneo. Durante la temporada regular no perdió un solo partido (ganando 11, empatando 3), como consecuencia finalizó en primer lugar con 39 puntos.
Ya en los octavos de final enfrenta al Club de Fútbol Correcaminos de la Universidad Autónoma de Tamaulipas venciendo en el partido de ida por marcador de 2-0 de visita, ya en la vuelta lo golea 6-0 para sellar su pase a los cuartos de final.
En los cuartos de final le toca de rival a Club de Fútbol Potros de la  Universidad Autónoma del Estado de México, la cual vence 2-0 la ida y en la vuelta 5-2 para conseguir su pase a las semifinales.
Fue en las semifinales cuando sufre su primera derrota en el juego de ida 2-1 contra Inter Playa del Carmen de visita. En la vuelta ya en casa logran remontar el marcador adverso y ganan por 4-0 obteniendo así su pase a la final.
En la final les toca jugar contra el Proyecto Tecamachalco 2000, teniendo la ventaja de recibir el partido de vuelta en casa. En la ida logran sacar un empate 1-1 con gol de Fernando Cortés a los 16 minutos adelantando a los Titanes, por su parte Omar Burciaga al minuto 28 logra el empate para Proyecto Tecamachalco 2000, Definiéndose todo en la vuelta en el Estadio Primero de Mayo. 
La final de vuelta se juega el Domingo 18 de diciembre de 2011 en el Estadio Primero de Mayo con una asistencia de 5200 personas. A los 49 minutos Raúl Meraz adelanta a los Titanes, pasaron 27 minutos y nuevamente Meraz anota su segundo gol en el partido para los Titanes y con esto logran su primer título al coronarse campeones del torneo Apertura 2011 jugando en la liga de nuevos talentos cómo filial del Club Pachuca.

### Clausura 2012
Para el Clausura 2012 logran coronarse de nuevo campeones de la Liga Premier de la Segunda División de futbol profesional el domingo 20 de mayo de 2012, al derrotar en la final dos goles por cero a Tecamachalco, en el estadio Primero de Mayo.
Con la ventaja parcial de dos goles obtenida por el conjunto de Rubén "Ratón" Ayala el jueves previo en el estadio Neza 86 (2-0 partido de ida) Víctor Mañón con dos anotaciones al minuto 75 y 81 venció el esfuerzo del portero Jesús René Cabrera para decretar el dos por cero marcador final (global de 4 a 0). Los cuatro goles fueron de Mañón.
El conjunto de Tulancingo a pesar de ser campeón del Apertura 2011 y Clausura 2012 no pudo ascender a la Liga de Ascenso por no cumplir los requerimientos de infraestructura establecidos por el cuaderno de cargos de la liga, por lo cual cedió su pase a Tecamachalco, subcampeón de la categoría, equipo que tampoco pudo acceder a la división superior por los mismos motivos, finalmente desaparece en el 2012.

## Palmarés
- Segunda División de México (2): Apertura 2011, Clausura 2012.
- Campeón de Ascenso de la Segunda División (1): Temporada 2011/2012.